# Vatica compressa
Espèce
Classification phylogénétique
Statut de conservation UICN

 VU  : Vulnérable
 Vatica compressa est un grand arbre sempervirent endémique de Bornéo.

## Répartition
Forêts à dipterocarps du Sarawak.

## Préservation
Espèce en danger critique d'extinction du fait de la déforestation et de l'exploitation forestière.